# 茅野市立永明小学校
茅野市立永明小学校（ちのしりつ えいめいしょうがっこう）は、長野県茅野市塚原1丁目にある公立小学校である。

## 学区
- ちの上原、ちの横内、ちの茅野町、仲町、塚原、本町、城山、下古田、造始川（福沢一部、長倉一部）、中沖、赤田、丁田

## 歴史
- 1873年  (明治6年)頃、 - 永明地区に永明小学校の前身となる郷学校の愿志学校(上原 極楽寺)、横内学校(横内 宮下地籍)、勧善学校(塚原 旧伊勢講敷地)、迪蒙学校、又は矢ケ崎学校(福寿院 公会所)が造られた[注釈 1][1]｡
- 1889年  (明治22年)４月 - 町村制施行により、「諏訪郡永明村立永明尋常高等小学校」の尋常小学校[注釈 2]として塚原の地籍に新校舎を建設した[2]｡
- 1933年（昭和8年） - 二・四事件が表面化。永明小学校の教員10人が検挙される[3]。
- 1948年(昭和23年) - 「教育基本法」及び「学校教育法」の公布により、小学校として、「茅野市立永明小学校」となる。
- 1973年（昭和48年） - 本館棟、給食棟、体育館竣工（現在の校舎）。
- 1974年（昭和49年） - 特別教室棟、低学年棟、管理棟竣工。
- 1990年（平成2年） - プール竣工。
- 2000年（平成12年） - 給食室改修（ドライシステム化）。
- 2006年（平成18年） - 校舎、体育館耐震補強工事。
- 2011年（平成23年） - プール改修工事。
- 2022年（令和4年） - 茅野市立永明中学校と共に校舎建て替えを開始。小学校と中学校の校舎を一つの新しい校舎とする[4]。

## 学校周辺
- 体育錬成館
- 国道152号
- 長野県道192号茅野停車場八子ヶ峰公園線
- 茅野市立ちの保育園
- 茅野市立永明中学校
- 茅野市民館
  - 茅野市美術館
  - 茅野市立図書館市民館図書室
- JR中央本線茅野駅
- 茅野警察署茅野駅前交番
- 茅野市役所

## 交通
- JR中央本線茅野駅から、徒歩約630m・約10分（駅出口から南側の跨線橋を移動した場合）。
  - なお、茅野駅東口からだと近いが、駅から東側出口は無く、茅野市民館と直結しているため、市民館開館時間帯のみ、東口側のみ出入り可能（その場合は、約460m・約7分）。
- アルピコ交通諏訪「永明中学入口」バス停から、徒歩約245m・約3分。